# El Khemis
El Khemis (em árabe: الخميس) é uma cidade e comuna localizada na província de Djelfa, Argélia. De acordo com o censo de 2008, a população total da cidade era de 5 405 habitantes.